# Scopula aphercta
Scopula aphercta är en fjärilsart som beskrevs av Louis Beethoven Prout 1932. Scopula aphercta ingår i släktet Scopula och familjen mätare. Inga underarter finns listade.